# کیرکسویل (کنتاکی)
کیرکسویل (به انگلیسی: Kirksville) یک منطقهٔ مسکونی در ایالات متحده آمریکا است که در شهرستان مدیسون، کنتاکی واقع شده‌است. کیرکسویل ۲۹۹٫۹۳ متر بالاتر از سطح دریا واقع شده‌است.